# Styrax lancifolius
Styrax lancifolius är en storaxväxtart som beskrevs av Johann Friedrich Klotzsch och Moritz August Seubert. Styrax lancifolius ingår i släktet Styrax och familjen storaxväxter. Inga underarter finns listade i Catalogue of Life.